# František Šmakal

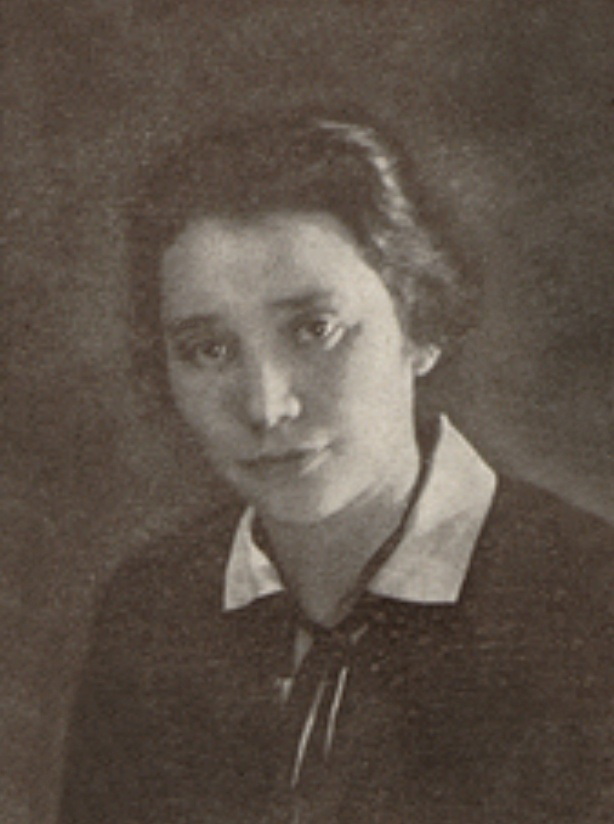
Jeho manželka Ivana Šmakalová

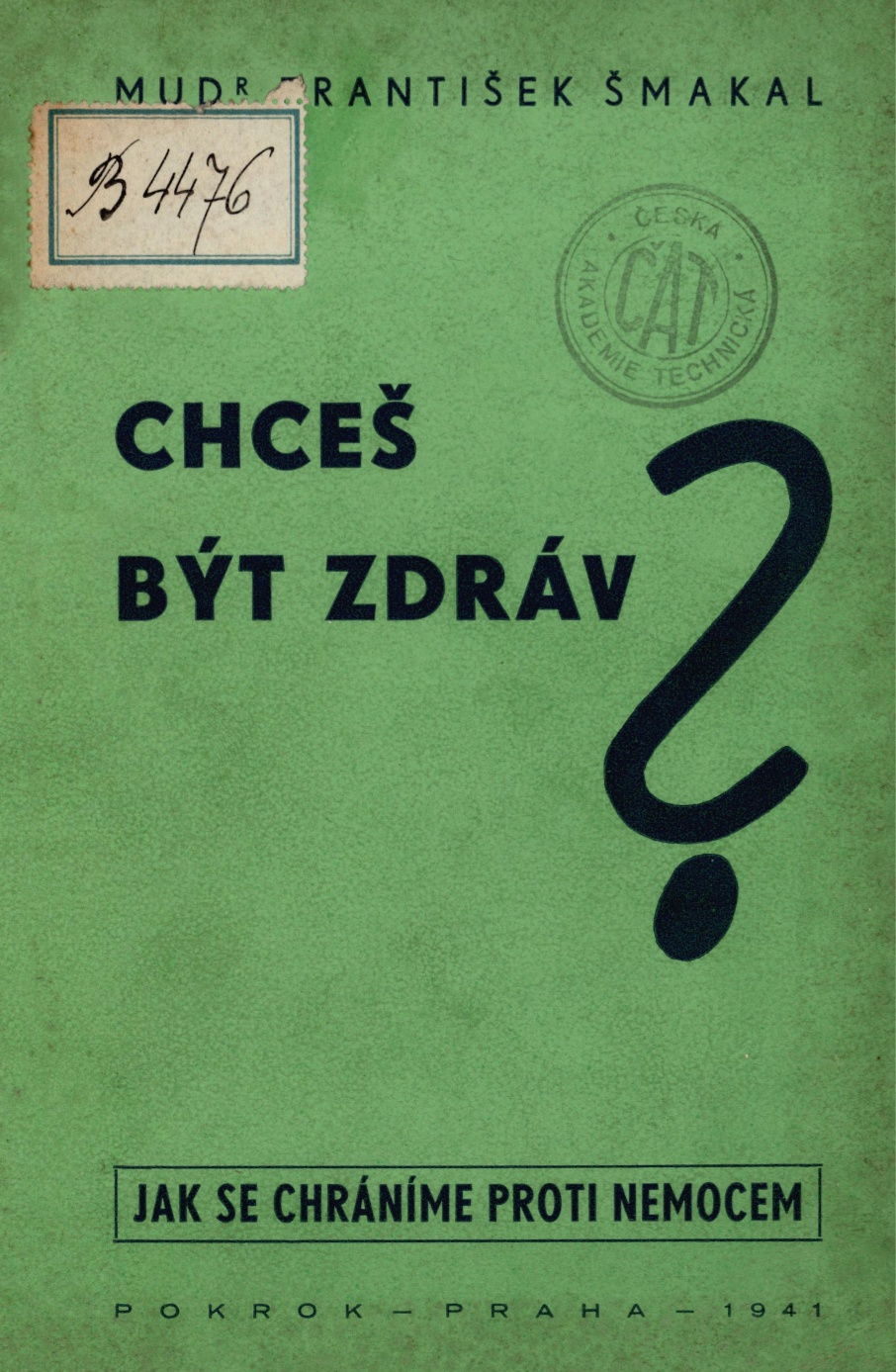
Titulní stránka Šmakalovy knihy Chceš být zdráv? vydané v Praze v roce 1941

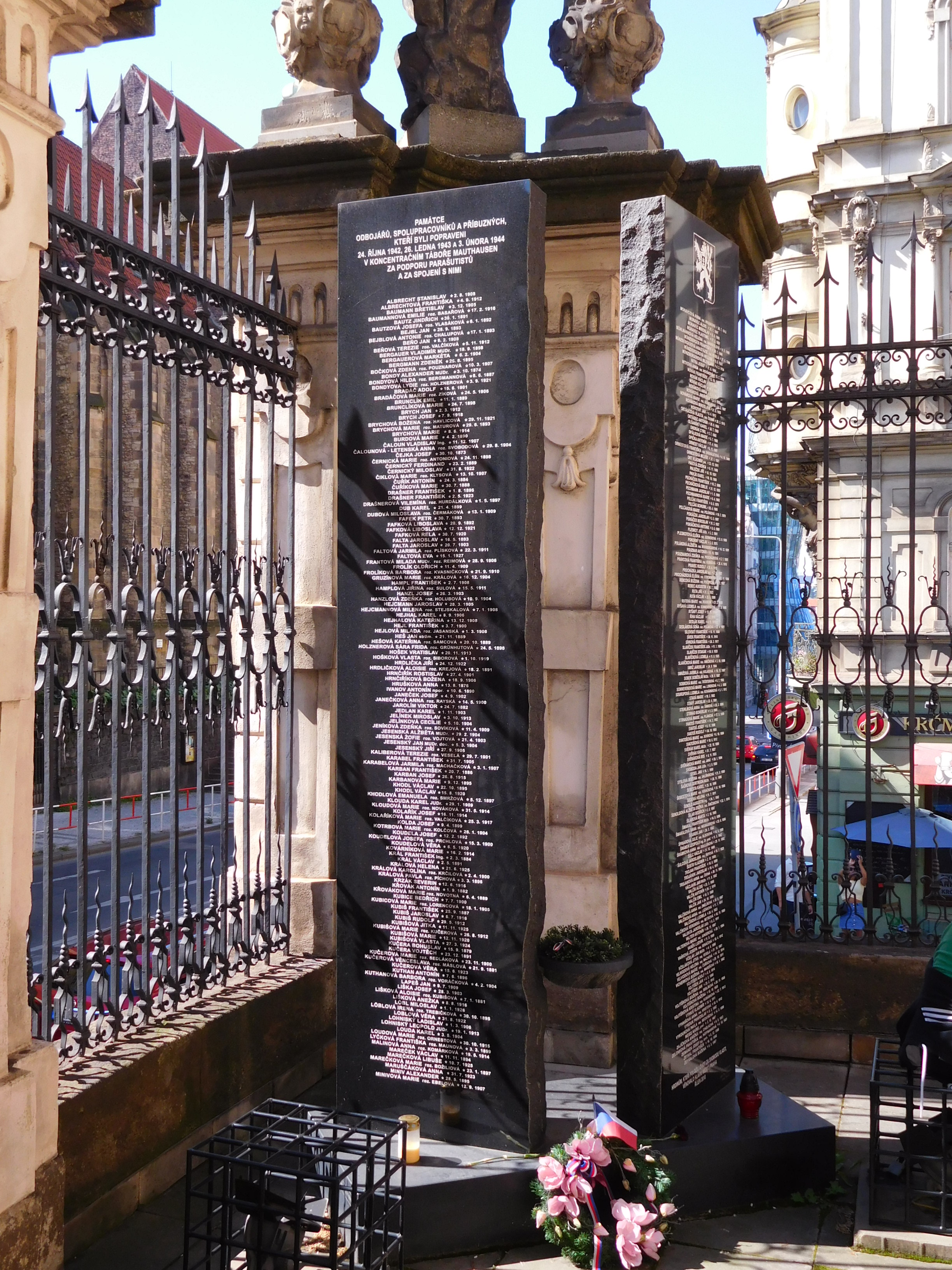
Pomník odbojářům popraveným a umučeným v souvislostí s operací Anthropoid (Resslova ulice)

František Šmakal (14. září 1896 Čakovice u Prahy - 24. října 1942 Koncentrační tábor Mauthausen) byl český lékař a vedoucí pracovník Československého Červeného kříže (ČSČK). Byl autorem spisů a statí zabývajících se problematikou sociálního zdravotnictví. Za protektorátu se aktivně zapojil do protiněmeckého odporu. V odboji byla činná i jeho manželka – PhDr. Ivana Šmakalová (1888–1942) – sekretářka Československého Červeného kříže.

## Život
František Šmakal se narodil 14. září 1896 v Čakovicích u Prahy (dnes, rok 2024, součást Prahy) do rodiny lékaře.

### Studia
Středoškolská studia na gymnáziu v Praze na Vinohradech v letech 1907 až 1915 zakončil maturitní zkouškou. Ještě před ukončením studia se v letech 1914 až 1915 stal členem sociologické sekce na pražské univerzitě. K vysokoškolskému studiu medicíny na lékařské fakultě Univerzity Karlovy v Praze byl František Šmakal přijat po maturitě v roce 1915, ale v roce 1916 byl nucen studium přerušit neboť byl povolán do vojenské služby v rakousko–uherské armádě a odvelen do první světové války. Sloužil jako důstojník na frontě v Albánii až do roku 1918, kdy tam těžce onemocněl malárií. Studium medicíny na lékařské fakultě Univerzity Karlovy v Praze úspěšně dokončil až dlouho po skončení první světové války a sice 30. června 1923, kdy obdržel lékařský diplom a titul MUDr. a několik dní poté se 3. července 1923 v Praze oženil s PhDr. Ivanou Neubauerovou (* 23. června 1888 Praha). V roce 1924 absolvoval (coby externí lékař) 6 měsíců trvající službu na lékařské klinice v Praze (pracoviště profesora MUDr. Ladislava Syllaby). V roce 1932 pracoval čtvrt roku jako externí lékař na dětské klinice u zakladatele českého a slovenského dětského lékařství profesora MUDr. Jiřího Brdlíka.

### Práce pro ČSČK (1922 až 1940)
- Osobní zážitky z první světové války, kdy poznal nejen záporné stránky a nedostatky lékařské péče o zraněné vojáky, ale sám nabyl i jistých odborných medicinských zkušeností[9] jej přivedly do řad členů ČSČK. Ještě jako student medicíny se František účastnil v době krátce po první světové válce očkovacích akcí Červeného kříže.[8]

- Profesionální zaměstnání na plný úvazek (ve funkci tajemníka ČSČK) zahájil v červenci 1922[10][9] a vykonával ji až do 30. září 1922. Měl na starosti správu úřadu a oddělení pro oblast Podkarpatské Rusi (Rusínsko).[10][8][9]

- Deset let (v období od října 1922 do září 1932) zastával funkci ředitele Dorostového Československého Červeného kříže (ve světě byla tato sekce Červeného kříže označována jako Junior Red Cross)[9] v ústředí Československého Červeného kříže v Praze.[10][8] V tomto období měl na starosti řízení života celého hnutí, kam patřilo organizování zdravotní a občanské osvěty, organizace studijních kurzů pro učitele různých oborů ale i zajišťování dětských letních táborů, zubních poraden, první pomoci při záchraně dětí a mnoho dalšího. Během těchto deseti let (pod vedením Františka Šmakala) se Dorostový červený kříž v Československu rozšířil do většiny základních a středních škol.[10][9][p. 3]

- V rozmezí let 1933 až 1937 byl MUDr. František Šmakal ředitelem Slovenské divize ČSČK.[8][p. 4]

- Konečně pak v letech 1938 až 1940 vykonával (mimo region Slovensko) funkci ředitele České divize ČSČK.[8]

### Působení na Slovensku (1933–1937)
V průběhu doby získal MUDr. František Šmakal znalosti a zkušenosti z oblasti sociálního lékařství, hygieny a zdravotní osvěty a byl považován v těchto borech za erudovaného odborníka a schopného organizátora. A právě v průběhu vykonávání své ředitelské funkce v Martině plně rozvinul všestrannou preventivní a osvětovou činnost směřující k ochrana zdraví širokých mas. Pro Československý rozhlas, pro členy Spolku slovenských žen Živena i na půdě Matice slovenské přednášel na aktuální sociálně–zdravotní témata.
V městě Martině sídlil Ústav Milana Rastislava Štefánika pro vzdělávání sociálních a zdravotních pracovnic a učitelek ženských odborných škol. Tato instituce zaštiťovala i výuku na Župní dvouleté škole pro sociálně–zdravotní péči, kde František Šmakal působil jako výpomocný učitel. MUDr. Šmakal se podílel na zbudování sociálně–zdravotnického domu ČSČK. Ten sídlil na dnešní (rok 2024) Moyzesově ulici a zahrnoval: dispenzář pro plicní nemoci, poradnu s ambulancí pro pacienty s pohlavními nemocemi a dětskou sociálně-zdravotní stanici.
František Šmakal byl zapojen v několika československých a zahraničních lékařských a sociálně–zdravotních společnostech. Byl členem Mladé generace československých lékařů, Společnosti pro duševní hygienu a výrazným způsobem pak pracoval v Mezinárodním Červeném kříži a v hygienické sekci Světové federace vzdělávací asociace (World Federation of Education Associations). Během svého čtyřletého působení v Martině navázal Šmakal přátelské kontakty s lékaři v martinské nemocnici, se středoškolskými profesory a setkal se zde i s některými svými příbuznými.
Šmakalova manželka Ivana se za svým mužem přestěhovala do Martina v roce 1934. Manželé si v tomto regionu plánovali svoje další pobývání, zakoupili si menší dům v Martině a nechali si postavit chatku (v lokalitě Kučerkovo u Bystričky), kde se setkávali se svými příbuznými, kolegy, přáteli (např. T. G. Masarykem a s členy jeho širší rodiny).
Počátkem roku 1938 odešel MUDr. František Šmakal z Martina zpátky do Prahy, aby se tam ujal funkce přednosty ČSČK.

### Odbojová činnost

#### Začátek německé okupace
Po záboru Sudet Německem (1. října 1938) se manželé Šmakalovi rozhodli, že budou chránit před německou konfiskací všechny fondy Červeného kříže. Oba dva byli členy YMCA, František vykonával funkci ředitele České divize ČSČK a Ivana působila jako tajemnice PhDr. Alice Masarykové. Záhy po obsazení Čech, Moravy a Slezska nacistickým Německem (15. března 1939) se tak oba dva zapojili do domácího protiněmeckého (II.) odboje.
V protektorátní době bydleli manželé Šmakalovi v domě na adrese: Nad vojenským hřbitovem 707/3, 169 00 Praha 6 - Střešovice (německy se ulice jmenovala: Am Kriegerfriedhof). Poté, co němečtí okupanti úředně zakázali a v srpnu 1940 rozpustili Československý červený kříž, přešel MUDr. František Šmakal na Ministerstvo sociální a zdravotní správy. Zároveň se z této nové pozice zasazoval o to, aby se původní personál ČSČK „přelil“ na jiné pracovní pozice v rámci zdravotně-sociální práce.
Současně se mu podařilo zachránit některé finanční prostředky z bývalého majetku rozpuštěného Československého červeného kříže před Němci a z těchto finančních zdrojů následně podporoval domácí odboj. (Některé z těchto prostředků šly na podporu rodin zatčených nebo popravených odbojářů.) V té době působil i jako praktický lékař a pokud situace dovolila, udržoval kontakty se svými slovenskými kolegy a přáteli z Martina.

#### Vlastní ilegální činnost
MUDr. František Šmakal spolupracoval v protiněmeckém odboji za protektorátu s československým diplomatem a zahraničním politikem dr. Arnoštem Heidrichem a s odbojovou skupinou Parsifal založenou na popud prezidenta dr. Edvarda Beneše (ještě před jeho odchodem do exilu v říjnu 1938). Díky spolupráci se sekretářem pražského ústředí YMCA a vedoucím funkcionářem ilegální organizace ÚVOD JUDr. Rudolfem Marešem měl František Šmakal vazby jak na tuto organizaci (ÚVOD), tak i na levicově orientovanou odbojovou organizaci „odborářů“ nazývanou Petiční výbor Věrni zůstaneme (PVVZ). Prostřednictvím Františka Drašnara se Šmakal stal spolupracovníkem jednoho z hlavních představitelů domácího nekomunistického odboje profesora Vladimíra Krajiny. Kontakty s radikálním sokolským odbojářem Janem Zelenkou-Hajským nakonec přivedly doktora Šmakala i do odbojové komunity podporovatelů členů paradesantních výsadků Silver A (vysílačka Libuše) a Anthropoid.
Do většiny ilegálních aktivit se zapojila i jeho manželka, blízká spolupracovnice v ČSČK, historička PhDr. Ivana Šmakalová.

Spolupracovníci v odboji
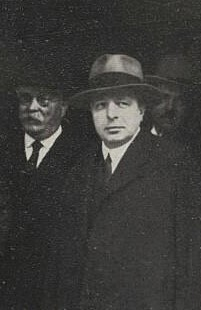
Arnošt Heidrich
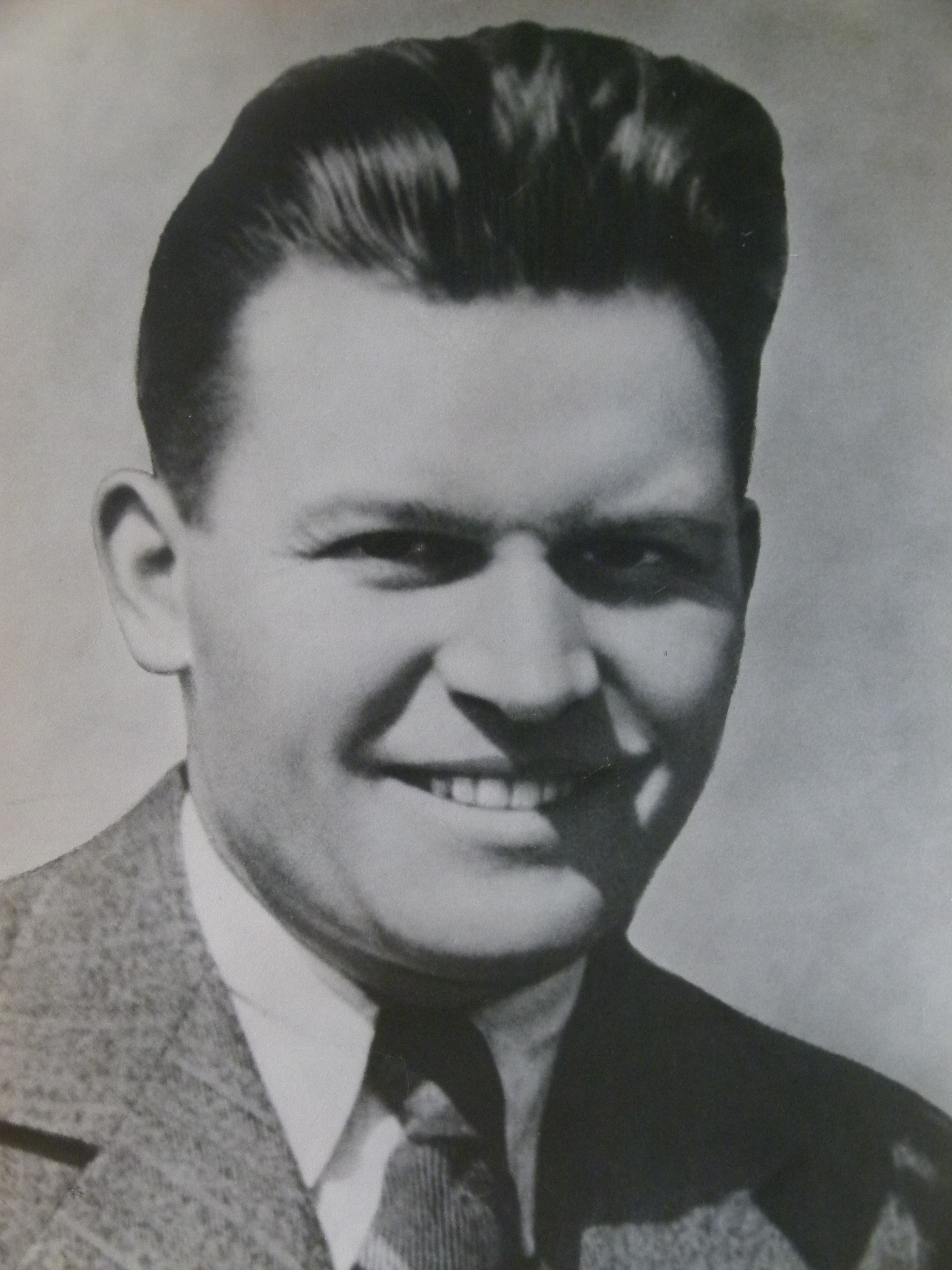
Rudolf Mareš
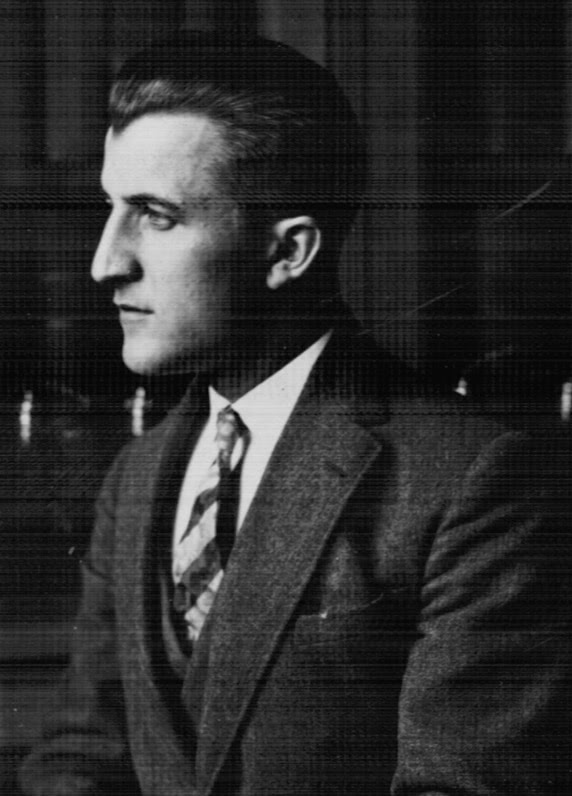
Vladimír Krajina
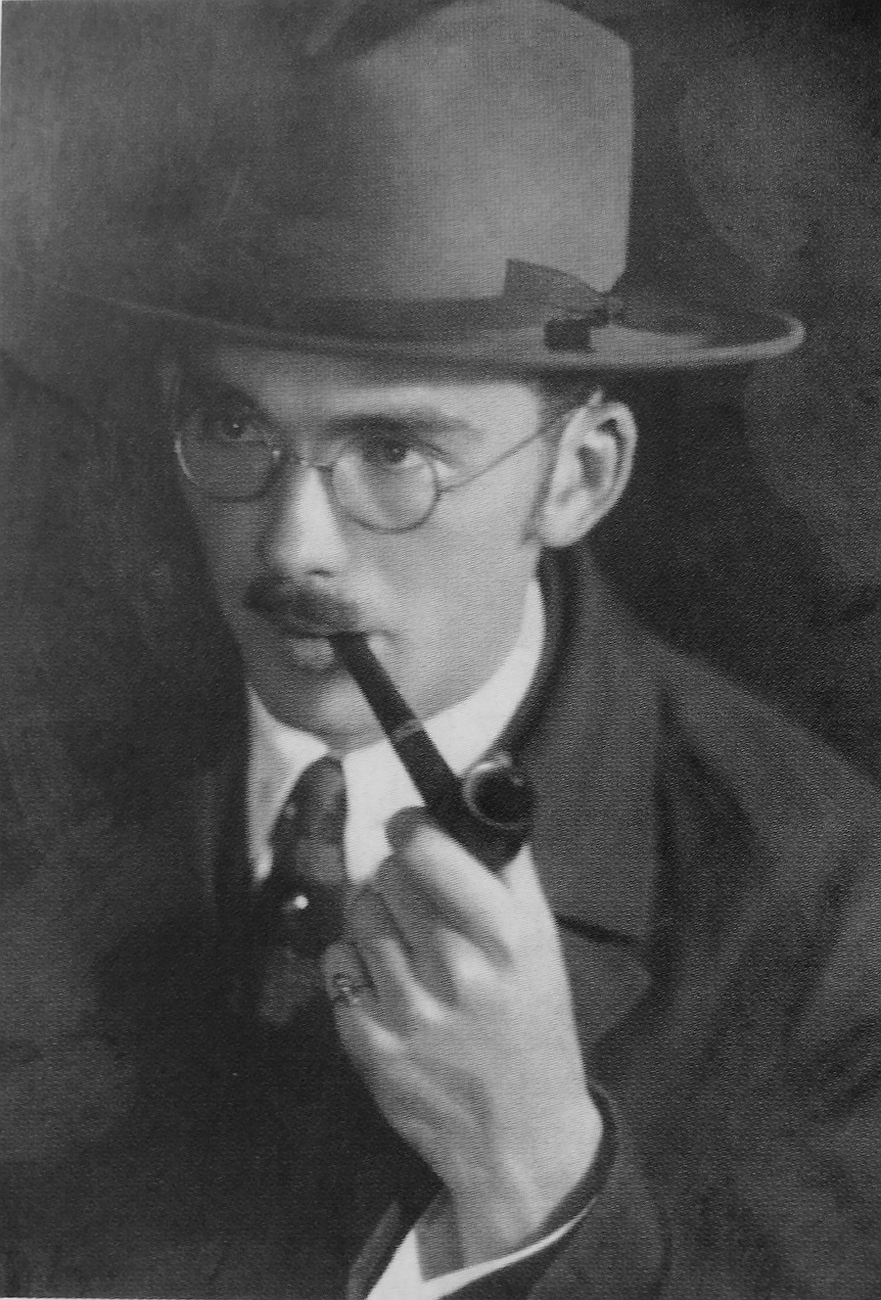
Jan Zelenka-Hajský

### Zatčení, výslechy, věznění, ...
Oba manželé Šmakalovi byli zatčeni gestapem v Praze 21. července 1942 v 19.00 hodin. Následně byli vyslýcháni v centrální úřadovně gestapa v Petschkově paláci a vězněni v Praze na Pankráci. Německý stanný soud v Praze je odsoudil v nepřítomnosti k trestu smrti. Ivana Šmakalová byla odsouzena k trestu smrti při zasedání stanného soudu v Praze dne 5. října 1942.
Následně byli manželé Šmakalovi přemístěni do policejní věznice v Malé pevnosti Terezín a odtud pak byli hromadným transportem s ostatními pomocníky (podporovateli) a příbuznými parašutistů deportováni 22. října 1942 do koncentračního tábora Mauthausen. Tam transport dorazil 23. října 1942 a následujícího dne (24. října 1942) byla Ivana Šmakalová zavražděna střelou z malorážní pistole do týla v odstřelovacím koutě mauthausenského „bunkru“ při fiktivní lékařské prohlídce. Její manžel MUDr. František Šmakal byl usmrcen na stejném místě a identickým způsobem téhož dne.

## Publikační činnost
- ŠMAKAL, František. Co s manželstvím?. Praha: YMCA, 1932; 19 stran. (eseje o manželství)
- CZERNY, Adalbert (úvod napsal ŠMAKAL, František). Prednášky o výchove detí: rady lekárom, učiteľom a rodičom: lekár ako vychovatel dieťaťa. V Bratislave: Akademické nakladateľstvo, 1937 80 stran. (přednášky o výchově a vzdělávání dětí)
- ŠMAKAL, František. Chceš být zdráv?. V Praze: Pokrok, 1941; 99 stran; Knihovna české rodiny; svazek 3.
- ČAPEK, Stanislav et al. Pracovitá láska: sociální úkoly církve. Praha: Českobratrská církev evangelická. Ústřední sociální péče, 1941 31 stran. (František Šmakal + Josef Bohuslav Šimek. Přehled sociálních ústavů a institucí v českobratrské církvi evengelické'.)

## Připomínky
- Jeho jméno (Šmakal František MUDr. *14.9.1896) i jméno jeho manželky (Šmakalová Ivana roz. Neubauerová *23.6.1888) jsou uvedena na pomníku při pravoslavném chrámu svatého Cyrila a Metoděje (adresa: Praha 2, Resslova 9a).[13] Pomník byl odhalen 26. ledna 2011 a je součástí Národního památníku obětí heydrichiády.[1][2][21][9]

- Symbolický hrob (kenotaf) manželů Šmakalových se nachází na Krčském hřbitově (hřbitov na Zelené lišce v Praze[13][9] Nuslích, kde je následující text: NA PAMÁTKU MUDr. FRANTIŠKA ŠMAKALA A JEHO CHOTI IVY ROZ. NEUBAUEROVÉ, KTEŘÍ BYLI POPRAVENI 24. 10. 1942 V MAUTHAUSENU.[9]

- Jména manželů Šmakalových připomíná pamětní deska věnovaná Obětem 2. světové války umístěná v budově základní školy na adrese Praha 6, Norbertov 126/1, Střešovice.[9] Na desce je nápis: 1938-1945 / OBĚTOVALI SVÉ ŽIVOTY ZA SVOBODU VLASTI / následuje výčet jmen ... / DR ŠMAKAL FRANTIŠEK, ŠMAKALOVÁ IVA / .... následuje výčet jmen.[22][13]

- Působení MUDr. Františka Šmakala v Martině na Slovensku v letech 1933 až 1937 připomíná pamětní deska. Ta je umístěna na budově v dnešní (rok 2024) Kuzmányho ulici. V budově sídlila Slovenská divize Československého Červeného kříže. Šmakalovo jméno ale není na pamětní desce explicitně uvedeno.[9]